# Rhadinaea marcellae
Rhadinaea marcellae — вид змій родини полозових (Colubridae). Ендемік Мексики.

## Поширення і екологія
Rhadinaea marcellae відомі з кількох місцевостей, розташованих в горах Східної Сьєрра-Мадре, в штатах Сан-Луїс-Потосі, Ідальго і Пуебла. Вони живуть в первинних гірських хмарних лісах, на висоті від 1000 до 1600 м над рівнем моря. Ведуть наземний спосіб життя. Живляться саламандрами, відкладають яйця.

## Збереження
МСОП класифікує стан збереження цього виду як близький до загрозливого. Rhadinaea marcellae загрожує знищення природного середовищ.